# Walter Sans-Avoir
Walter Sans-Avoir, vagy Nincstelen Walter (? – 1096. október 21.), eredeti nevén Gautier Sans-Avoir, vagyontalannak tartott francia nemes, aki keresztes hadjáratot indított a Szentföldre, de nem járt sikerrel.

## Élete
Életéről keveset lehet tudni. A Sans-Avoir szó szerinti fordításban vagyon nélkülit jelent (innen ered nincstelen mellékneve), valószínűbb azonban, hogy a Boissy-sans-Avoir közelében fekvő birtokaira és származására utal. A clermont-i zsinat után Remete Péter tanítványaként elsőként indult meg a Szentföldre, seregében francia parasztokkal és vagyontalan lovagokkal, akik a vallásos meggyőződés, vagy a meggazdagodás reményében indultak útnak. A sereg fegyelme azonban gyenge volt, így útjukat pusztítások és a lakosság megsarcolása jelezte. Triernél nagy mennyiségű élelmet és pénzt csikartak ki a helyi zsidóktól, így fedezve útjuk költségeit. A Rajna, Neckar és a Duna völgyét követve, május 8-ra eljutnak a magyar határra. Könyves Kálmán magyar királlyal megegyezett, hogy a sereg rendbontás nélkül vonul át az országon, cserébe a lakosság élelemmel látja el a kereszteseket. A sereg hosszú ideig tartotta is magát ehhez a megállapodáshoz, de amikor a déli határra értek, a keresztesek egy része gyilkolni, fosztogatni kezdett, ezért a magyar katonák a sereg utóvédjét szétverték, de a fősereg simán jutott el Konstantinápolyig. I. Alexiosz bizánci császár, amikor meglátta a fegyelmezetlen sereget, azonnal átszállította őket Kis-Ázsiába. Itt 1096. október 21-én a sereg Walter akarata ellenére Civetot-nál (görögül Kibotosz) harcba bocsátkozott a szeldzsukokkal, de I. Kilidzs Arszlán serege szétverte őket. A csatából csak kevesen menekültek meg, Walter is elesett.